# Wacław Wiślicki

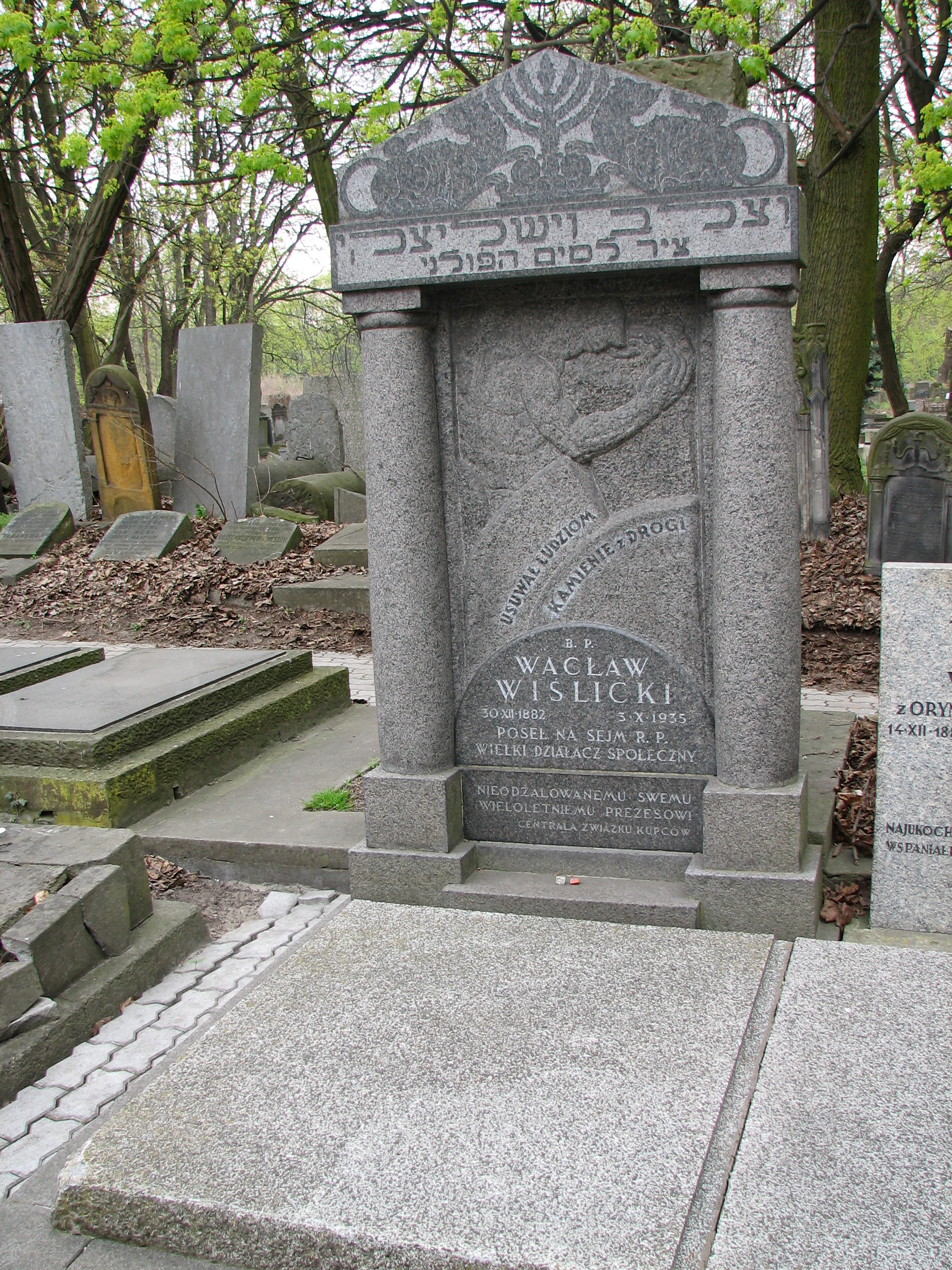
Grób Wacława Wiślickiego na cmentarzu żydowskim przy ulicy Okopowej w Warszawie

Wacław Wiślicki (ur. 30 grudnia 1882 w Warszawie, zm. 3 października 1935 tamże) – polski polityk, działacz społeczny i gospodarczy, przemysłowiec żydowskiego pochodzenia. Poseł na Sejm II RP I, II, III i IV kadencji. Obrońca praw ludności żydowskiej, walczył z narastającym w latach 30. XX wieku antysemityzmem.

## Życiorys
Ukończył studia na wydziale prawa i ekonomii uniwersytetu w Brukseli. W 1907 aresztowany przez władze carskie za działalność polityczną w rewolucyjnej organizacji młodzieżowej. Działał w licznych organizacjach gospodarczych, był prezesem Centrali Związków Kupców Żydowskich, wiceprezesem Izby Przemysłowo-Handlowej w Warszawie oraz członkiem zarządu Rady Państwowego Instytutu Eksportowego. Po 1926 związany z sanacją.
W latach 1922–1935 posłował na Sejm: w pierwszych dwóch kadencjach z listy Bloku Mniejszości Narodowych, w dwóch kolejnych jako przedstawiciel Bezpartyjnego Bloku Współpracy z Rządem. Był członkiem Polsko-Palestyńskiej Izby Handlowej i Związku Kupców Wyznania Mojżeszowego. Na jego miejsce w Sejmie IV kadencji wszedł Joszua Gotlieb.
Wacław Wiślicki jest pochowany na cmentarzu żydowskim przy ulicy Okopowej w Warszawie (kwatera 10, rząd 6), autorem jego nagrobka jest Abraham Ostrzega. Obok niego spoczywa jego żona, Natalia z domu Oryng (1885–1967), z którą miał syna Alfreda (1913–1995).